# Equação de Levitt
Equação de Levitt é uma fórmula matemática concebida pelo GM britânico Jonathan Levitt, segundo a qual o rating ELO de um enxadrista tende a ser igual a dez vezes o seu quociente de inteligência mais 1.000 pontos.